# NGC 4803
NGC 4803 је галаксија у сазвежђу Девица која се налази на NGC листи објеката дубоког неба.
Деклинација објекта је + 8° 14' 24" а ректасцензија 12h 55m 33,7s. Привидна величина (магнитуда) објекта NGC 4803 износи 14,4 а фотографска магнитуда 15,4. NGC 4803 је још познат и под ознакама MCG 2-33-36, CGCG 71-73, CGCG 43-69, PGC 44061.